# Surrey grófja
A Surrey grófja angol főnemesi cím, ötször hozták létre. Először William de Warenne, Hódító Vilmos közeli híve kapta meg. Jelenleg a Norfolk hercege mellékcíme.
A Vermandois grófjának sakkozott címerét William de Warenne, Surrey 2. grófja használta, amikor feleségül vette Leicester grófnéját, Elizabeth de Vermandois-t, aki Hugh, Vermandois grófja lánya volt. Hasonló címert vett fel sógora, Ralph I de Beaugency, a híres keresztes lovag is, aki Elizabeth nővérét, Matildát vette feleségül. Ez a címer a mai napig Surrey zászlajaként ismert.

## Története
A Surrey grófja címet először 1088-ban hozták létre William de Warenne számára, jutalomként Hódító Vilmos melletti hűséges szolgálataiért. Surreyben megkapta Reigate várát, emellett tizenkét másik megyében is voltak birtokai. Mivel azonban viszonylag kevés földje volt Surreyben, inkább de Warenne grófja néven ismerték. A de Warenne név a normandiai birtokukról származik, a Varenne folyó mellett állt őseik vára, Bellencombre.
A címet William de Warenne fia és unokája örökölte, mindkettő William néven, majd a harmadik William de Warenne lányának, Isabellának két férje használta felesége jogán. Elsőként William, István angol király fia, majd Hamelin, II. Henrik féltestvére. Hamelin felvette a de Warenne nevet, és az ő fia, unokája, valamint ükunokája is birtokolta a grófi címet.
A második de Warenne férfiági leszármazás 1347-ben kihalt, ekkor a grófi cím Richard FitzAlanra, Arundel 8. grófjára szállt, aki az utolsó de Warenne gróf unokaöccse volt. Ugyanakkor hivatalosan csak az előző gróf özvegyének 1361-es halála után vette fel a címet. A grófi címet fia is viselte, ám 1397-ben kivégezték, és a címet elkobozták.
John Holland, aki az első Fitzalan Surrey gróf unokája volt, Surrey hercege címet kapott. Két évig viselte, míg IV. Henrik megfosztotta tőle, és visszaadta a címet a Fitzalan családnak. A visszaállított gróf 1415-ben férfi örökös nélkül hunyt el, ekkor Surrey grófja címe vagy kihalt, vagy függő helyzetbe került (a források eltérően vélekednek erről), míg Arundel grófja címe az ő elsőfokú unokatestvérére szállt, aki Surrey 9. grófjának dédunokája volt, így a de Warenne családtól is származott.
A címet a XV. században de Warenne több alkalommal újjáélesztették: 1451-ben John de Mowbray, majd 1477-ben Richard of Shrewsbury kapta meg. Mindketten utód nélkül haltak meg, így a cím ismét kihalt.
1483-ban a címet ismét létrehozták Thomas Howard számára, aki később Norfolk hercege lett, és azóta is a Howard család birtokolja (bár időnként elvesztették, majd visszakapták). Norfolk hercegei a de Warenne család címerét is negyedelik saját címerükben. A negyedik gróf ennél a létrehozásnál Arundel grófja címét is örökölte, így az Arundel és Surrey grófi címek ismét egyesültek.
William de Warenne, Surrey 1. grófja 1088-ban a koronától megkapta Wakefield birtokát, amelyet halála után utódai, a Warenne grófok örököltek. Surrey 2. grófja, William de Warenne 1107-ben megszerezte a Sandal birtokot, és a XII. század elején megkezdte Sandal Castle építését, amely később a birtok központi erődje lett. Egy második várat is építettek a Calder északi oldalán, Lawe Hillnél, de ezt később elhagyták. Wakefield egy hatalmas bárói birtok központja volt, amely Cheshire és Lancashire területére is kiterjedt, és a de Warenne család birtokában maradt a XIV. századig, amikor a de Warenne örökösöké lett.

## A de Warenne családfa
A családfán csak a cím öröklésében szerepet játszott vagy más ok miatt fontos személyeket tüntettük fel.
- Rodulf (~1012–~1074)
  - Hugues (–1025) Coutances püspöke

A de Warenne Surrey grófok címerpajzsa: arany-kék sakkozott

  - William de Warenne (–1088)[m 1],  Surrey 1. grófja ∞ Gundred (–1085)[m 2]
    - William de Warenne (–1138)[m 3],  Surrey 2. grófja ∞ Elizabeth of Vermandois (–1131)[m 4]

      - William de Warenne (~1119–1148)[m 5],  Surrey 3. grófja ∞ Ela de Ponthieu (~1110–1174)[m 6]
        - Isabel de Warenne (1136–1203),  Surrey 4. grófnője ∞¹ I. Vilmos (~1130-1159)[m 7] ,  Boulogne grófja ∞² Hamelin of Anjou (~1130-1202)[m 8],  Surrey grófja
          - William de Warenne (1166–1240) [m 9] ,  Surrey 5. grófja ∞¹ Maud Marsall (1192-1248)[m 10] ∞² Matilda d'Aubigny
            - John de Warenne (1231–1304)[m 11],  Surrey 6. grófja ∞ Alice de Lusignan (1229-1256)[m 12]
              - Isabella de Warenne (1253-1290) ∞  János skót király (1249-1314)
              - William de Warenne (1256–1286)
                - John de Warenne (1286–1347),  Surrey 7. grófja
                  - Alice de Warenne (1287–1338) ∞ Edmund FitzAlan (1285–1326),  Arundel 7. grófja

            - Isabel de Warenne (–1282)[m 13] ∞ Hugh d'Aubigny, Arundel 5. grófja

      - Ada de Warenne (~1120-1178) ∞ Henry of Scotland (1115-1152)[m 14]
        -  IV. Malcolm skót király (1141–1165)
        -  I. Vilmos skót király (1143-1214)
        - Margaret of Huntingdon (1145-1201)[m 15] ∞¹ IV. Conan breton hercege (1138-1171)[m 16]
        - Huntingdon Ada (1146–1205) ∞  III. Flórián holland gróf (1141–1190)
        - David of Scotland (1152-1219), skót királyi herceg,  Huntingdon grófja

## Első létrehozás (1088)
- William de Warenne (–1088), Surrey 1. grófja
- William de Warenne (–1138), Surrey 2. grófja
- William de Warenne (1119–1148), Surrey 3. grófja
- Isabel de Warenne, (–1203), Surrey 4. grófnője
  - I. Vilmos (~1130-1159) Boulogne grófja, felesége jogán Surrey 4/5. grófja
  - Hamelin of Anjou (~1130-1202), felesége jogán Surrey 4/5/6. grófja
- William de Warenne (–1240), Surrey 5. grófja
- John de Warenne (1231–1304), Surrey 6. grófja
- John de Warenne (1286–1347), Surrey 7. grófja
- Richard FitzAlan, Arundel 8. grófja[2], Surrey 8. grófja
- Richard FitzAlan, Arundel 9. grófja[2], Surrey 9. grófja
- Thomas FitzAlan, Arundel 10. grófja[2], Surrey 10. grófja

### Második létrehozás (1397)
- Thomas Holland (1374–1400), Surrey 1. hercege (1397–1399 elkobzás)

### Harmadik létrehozás (1451)
- John de Mowbray, Norfolk 4. hercege, Surrey 1. grófja

### Negyedik létrehozás (1477)
- Richard of Shrewsbury, Norfolk 1. hercege, Nottingham 1. grófja, Surrey 1. grófja

### Ötödik létrehozás (1483)
- Thomas Howard (1443–1524), Norfolk 2. hercege, Surrey 1. grófja
- Thomas Howard (1473–1554), Norfolk 3. hercege, Surrey 2. grófja
  - Henry Howard (1517–1547), Surrey grófja
- Thomas Howard (1536–1572), Norfolk 4. hercege, Surrey 3. grófja
  - Philip Howard (1557–1595), Arundel 18. grófja[2]
- Thomas Howard (1585–1646), Arundel 19. grófja[2], Surrey 4. grófja
- Henry Howard (1608–1652), Arundel 20. grófja[2], Surrey 5. grófja
- Thomas Howard (1627–1677), Norfolk 5. hercege, Arundel 21. grófja[2], Surrey 6. grófja

A cím azóta Norfolk hercege egyik alcíme.

## Fordítás
- Ez a szócikk részben vagy egészben  az   Earl of Surrey című angol Wikipédia-szócikk ezen változatának fordításán alapul.  Az eredeti cikk szerkesztőit annak laptörténete sorolja fel. Ez a jelzés csupán a megfogalmazás eredetét és a szerzői jogokat jelzi, nem szolgál a cikkben szereplő információk forrásmegjelöléseként.